# Terre-de-Bas (ostrov)
Terre-de-Bas (tɛʁ də ba), v antilské kreolštině Tèdéba, oficiálně francouzsky: Terre-de-Bas des Saintes – což v doslovném překladu znamená nížina Světic –, je nejzápadnější ostrov v souostroví Les Saintes, jež je součástí souostroví Guadeloupe, zámořského departementu a zároveň zámořského regionu Francie. Tak jako je tomu u sousedního ostrova Terre-de-Haut, pochází jeho název Terre-de-Bas z námořnického slovníku z období vlády plachetních lodí, kdy se ostrovy vystavené větrům označovaly anglicky jako highlands či jako hautes terres ve francouzštině (česky = vysočiny), zatímco ostrovy, které byly chráněné před větrem, jako lowlands či jako bas terres neboli nížiny.

## Historie
Prvním Evropanem, o němž existuje záznam, že vstoupil na ostrov, byl Kryštof Kolumbus v listopadu 1493. První evropští osadníci však začali připlouvat až od roku 1648. Po vítězství nad Brity v srpnu 1666 se Francouzi ujali nadvlády nad celým souostrovím Les Saintes.
V období let 1759 až 1815 zde docházelo ke střídání francouzské a britské nadvlády. Proto Francouzi v letech 1777–1779 vybudovali na sousedním ostrově Terre-de-Haut pevnost nazvanou Fort Louis, kterou roku 1805 přejmenovali na počest císaře Napoleona III. na Fort Napoléon.
V době americké války za nezávislost se 9.–12. dubna 1782 u Les Saintes odehrála velká námořní bitva mezi britskou a francouzskou flotilou. Bitva skončila britským vítězstvím a obsazením ostrovů.
Po podepsání Pařížské mírové smlouvy a následující Versailleské smlouvy se Les Saintes spolu s ostrovy Martinik, Guadeloupe, Svatá Lucie, Tobago a Trinidad opět vrátilo Francii.
V letech 1865 a 1928 zasáhly ostrov hurikány, které zde způsobily značné škody.
Dne 19. března 1946 vyhlásil předseda Prozatímní vlády Francouzské republiky generál Charles de Gaulle zákon o departementalizaci, jímž se kolonie Guadeloupe stala zámořským departementem. Od té doby byl Terre-de-Bas spojen jako obec s ostrovem Guadeloupe ve stejnojmenném novém departementu.
Dne 21. listopadu 2004 zasáhlo ostrov Terre-de-Bas zemětřesení o síle 6,3 stupně. Jeho epicentrum se nacházelo mezi ostrovem Dominika a souostrovím Les Saintes. Otřesy dosáhly intenzity VIII (významné strukturální poškození) na Medvěděvově–Sponheuerově–Kárníkově stupnici (MSK).. Materiální škody byly značné.

## Geografie
Ostrov Terre-de-Bas je nejzápadnějším ostrovem souostroví Les Saintes. Je to nevelký ostrov o rozloze 9 km2. Dominuje mu pahorkatina, jež ve svém středu ukrývá chráněný les (kopce Morne à Coq, Morne Paquette, Morne Madis a Morne Abymes). Pobřeží je lemováno útesy a ostrohy (francouzsky pointe), jako jsou Pointe à Nègre, Gros cap, Pointe à Vache, Pointe Noire a Pointe Sud. Nejvyšším bodem ostrova je kopec Abymes vysoký 293 m. Od sousedního ostrova Terre-de-Haut odděluje Terre-de-Bas úzký, 890 m dlouhý průliv. Mimo něj obklopuje Terre-de-Bas několik malých ostrůvků. Jsou to:
Îlet à Cabrit, La Redonde, Grand-Îlet, La Coche, Les Augustins a Le Pâté.

## Obyvatelstvo
Na rozdíl od vedlejšího ostrova Terre-de-Haut se obyvatelstvo Terre-de-Bas skládá ze směsi několika národností, což je dáno příznivějšími podmínkami pro zemědělství. V roce 2017 zde žilo 1046 obyvatel, což při rozloze 9 km2 dává hustotu zalidnění 154 obyvatel na km2. Průměrná délka života na ostrově je 75 let u mužů a 82 let u žen.
Ve zvlněných kopcích ve vnitrozemí se nachází jen nemnoho vesnic. Nejvýznamnější z nich je Petite-Anse, která leží v údolí obklopeném horami bez výhledu na moře. Nacházejí se zde administrativní budovy obce (radnice, pošta, školy). Nejstaršími sídly na ostrově jsou vesnice Grande-Anse a Petite-Anse. Zdejší obyvatelé žijí v 5 sídlech rozdělených na dvě poloviny:
| Est (Východ) | Est (Východ)                            | Ouest (Západ) | Ouest (Západ)        |
| č.           | sídlo                                   | č.            | sídlo                |
| ------------ | --------------------------------------- | ------------- | -------------------- |
| 1 2 3        | Anse des Mûriers Grande-Anse Grand-Baie | 4 5           | Petite-Anse Le Mapou |